# Ocotea guianensis
Espèce
Statut de conservation UICN

 LC  : Préoccupation mineure
Ocotea guianensis est une espèce de plantes à fleurs de la famille des Lauraceae. C'est un arbre originaire du nord de l'Amérique du sud. Il est connu en Guyane sous les noms de feuille d’argent [féy lajan], bois d'argent [bwa lajan], cèdre d'argent [sèd-darjan] (créole), ãyãũ'ɨ sili (Wayãpi), wen, wen etni (Palikur), folha-de-prata, louro-branco, louro-seda (Portugais).

## Écologie
Cet arbre, aux feuilles lancéolées argentées sur leur face inférieure (en raison de la pilosité), est commun en Guyane dans les forêts secondaires et les recrus forestiers.

## Utilisations
Les femmes Créoles et Palikur emploient en bain de siège la décoction des feuilles des jeunes rameaux pour faciliter l'accouchement
Aublet rapporte en 1775 que le cataplasme des feuilles est utilisé « pour supprimer les tumeurs et les bubons » chez les Indiens Karipuna du bas Oyapock.
L'utilisation et la fabrication du gel de feuilles d'argent fait partie des usages traditionnelles et culturelles des populations amérindiennes et afro descendante, il peut être offert ou commercialisé.
Plusieurs entreprises guyanaises, proposent des produits cosmétiques pour le soin de la peau et des cheveux à base du gel tiré des feuilles de Ocotea guianensis.

## Histoire naturelle
En 1775, le botaniste Aublet décrit l'espèce et propose la diagnose suivante :

« L'OCOTE de la Guiane
Le tronc de cet arbre s'élève a trente pieds, ſur deux pieds de diamètre. Son écorce eſt griſâtre, ridée & gerſée. Son bois eſt blanc, peu compacte.
II pouſſe à ſon ſommet un grand nombre de branches rameuſes, dont celles du centre ſont droites, & celles de la circonférence inclinées & preſque horiſontales. Les branches & les rameaux ſont garnis de feuilles étroites, ovales, terminées par une longue pointe. Elles ſont vertes, luiſantes en deſſus, & couvertes en deſſous d'un duvet très blanc & ſoyeux. Il y a de chaque côte de la feuille en deſſous la marqué de deux plis. Un des plis eſt très court, place d'un côte & au bas de la feuille ; en ſe réuniſſant avec la nervure du milieu, il forme la un angle aigu. L'autre, qui eſt ſur le côte oppoſé, s'étend depuis le bord de la feuille, a un pouce au deſſus de ſon origine, juſques vers ſon extrémité ſupérieure, en s'approchant de la nervure. Leur pédicule eſt fort court, il a à ſa baſe une côte ſaillante qui ſe prolonge juſqu'à la feuille inférieure. Il en eſt de même.des autres.
Les fleurs naiſſent à l'aiſſelle des feuilles & à l'extrémité des rameaux, ſur de grandes panicules éparſes. Toutes ſes fleurs ſont très petites, & répandent une odeur fort agréable.
Leur calice eſt arrondi, diviſé en ſix parties, dont trois ſont extérieures, plus grandes, & trois intérieures plus petites, de couleur blanchâtre. De la baſe de chacune naît un feuillet qui porte quatre anthères jaunes, deux ſupérieures & deux inférieures. Au deſſous de chaque anthère eſt une cavité hemiſphérique. Les anthères ſont à deux bourſes ſéparées par un ſillon. Chaque feuillet eſt couche ſur un lobe du calice qui eſt concave. Le fond du calice porte ſix corps arrondis & charnus qui entourent l'ovaire ; & entre ces corps & l'ovaire ſont trois filets charnus, larges à leurs baſes triangulaires, qui portent chacun quatre anthères, deux ſupérieures & deux inférieures, au deſſous deſquelles eſt une cavité ſphérique. Ces trois filets ſont appliqués l'un contre l'autre.
Le piſtil eſt un ovaire arrondi, ſurmonté d'un style, terminé par un stigmate évaſe & concave.
L'ovaire devient une petite capsule arrondie, de la groſſeur d'un pois, couverte du calice} elle eſt a quatre, cinq & ſix loges remplies de ſemences menues, & elle s'ouvre de la pointe à la baſe en autant de valves.
On a repréſenté le rameau de grandeur naturelle, & une des plus grandes feuilles. Toutes les parties détaillées de la fleur ont été conſidérablement groſſies.
Cet arbre croît dans preſque toutes les forêts de la Guiane, & ſe fait remarquer par la blancheur éclatante de ſes feuilles.
II étoit en fleur dans le mois d'Avril, & en fruit dans le mois de Juin.
II eſt nommé AJOU-HOU-HA par les Garipons.
Ces feuilles ſont employées en cataplaſme pour faire ſuppurer les tumeurs & les bubons. »